# 臧汝心
臧汝心（1994年10月31日—），吉林人，中国女子单板滑雪运动员，主攻平行回转和平行大回转，9岁时开始在吉林市体校练习体育，曾获得2017年亚洲冬季运动会女子回转金牌和女子大回转银牌、第十三届全国冬季运动会女子平行回转金牌。